# Kaple Panny Marie (Vahaneč)
Kaple Panny Marie je římskokatolická kaple ve Vahaneči u Verušiček v okrese Karlovy Vary. Stojí na návsi a od roku 1958 je chráněna jako kulturní památka ČR.

## Historie
Kaple byla postavena v první polovině osmnáctého století a od té doby prošla několika úpravami. V roce 1921 byl vysvěcen nový zvon, který nahradil ten původní zrekvírovaný během první světové války.

## Stavební podoba a vybavení
Kaple má čtvercový půdorys se zaoblenými nárožími. Po obou stranách vstupu se nachází výklenky, ve kterých bývaly dřevěné sochy svatého Antonína s Ježíškem a svatého Jana Nepomuckého z devatenáctého století. Boční stěny prolamují polokruhově zakončená okna. Budovu kryje jehlancová střecha se zvonicí s cibulovou bání. Uvnitř kaple bývala kopie poutního obrazu Panny Marie a lidové dřevěné sošky Madon, ale ve druhé polovině dvacátého století bylo vybavení zničeno.